# Chlorosoma dunupyana
Chlorosoma dunupyana — вид отруйних змій родини полозових (Colubridae). Описаний у 2021 році.

## Назва
Видова назва dunupyana перекладається паноанських мов катукіна і кашінава як «змія отруйна».

## Поширення
Ендемік Бразилії. Відомий лише у типовому місцезнаходженні — Зооботанічному парку Федерального університету Акрі у місті Ріу-Бранку у штаті Акрі на заході країни. Вперше виявлений там у 2009 році. З цього часу траплявся неодноразово.